# 前川久美子
前川 久美子（まえかわ くみこ、1972年11月7日 - ）は、日本の元女子プロレスラー。千葉県佐倉市出身。

## 経歴・戦歴
1991年10月4日、東京・後楽園ホールの全日本女子プロレス興行における、対寺川真由美戦でデビュー。当時はブル中野の付き人をしていた。
プロレスに生かすために習い始めたテコンドーに本格的に取り組み、2001年の世界テコンドー選手権大会に特別推薦枠で出場した。
2006年3月26日、東京・後楽園ホールにおいて、対高橋奈苗戦で引退。
全日本女子プロレスがなくなったこと、誰でも女子プロレスができる時代になったことなどを引退理由としている。

## 得意技
- カカト落とし
- バックスピンキック
- 二段蹴り
- 浴びせ蹴り

## タイトル歴
- WWWA世界シングル王座
- WWWA世界タッグ王座
- オールパシフィック王座
- 全日本シングル王座
- 全日本タッグ王座
- 全日本ジュニア王座

## 入場テーマ曲
- ASSAULT KICKS ※「バクバクKissの世界 -W EXPLOSION-」に収録。

## 戦績

### 総合格闘技
| 総合格闘技 戦績 | 総合格闘技 戦績 | 総合格闘技 戦績 | 総合格闘技 戦績 | 総合格闘技 戦績 | 総合格闘技 戦績 | 総合格闘技 戦績 |
| --------------- | --------------- | --------------- | --------------- | --------------- | --------------- | --------------- |
| 3 試合          | (T)KO           | 一本            | 判定            | その他          | 引き分け        | 無効試合        |
| 0 勝            | 0               | 0               | 0               | 0               | 0               | 0               |
| 3 敗            | 0               | 1               | 2               | 0               | 0               | 0               |

| 勝敗 | 対戦相手       | 試合結果                 | 大会名                                         | 開催年月日     |
| ×    | タラ・ラローサ | 5分2R終了 判定0-3        | SMACKGIRL 2005 〜最軽量記念日〜                | 2005年11月29日 |
| ×    | たま☆ちゃん    | 5分2R終了 判定0-3        | SMACKGIRL 2005 〜Dynamic!!〜                   | 2005年8月17日  |
| ×    | 石原美和子     | 2R 1:36 腕ひしぎ十字固め | 全日本女子プロレス「タッグリーグ・ザ・ベスト」 | 2004年12月19日 |

## 出演
- アニメ「綾音ちゃんハイキック!」 - 本人役